# Söderhamn
Söderhamn est une ville de Suède, chef-lieu de la commune de Söderhamn dans le comté de Gävleborg. 12 056 personnes y vivent.

## Transports
Söderhamn est a l'extrémité de la route nationale 50.

## Personnalités
- Abraham Bäck (1713-1795), médecin royal et archiviste, est né à Söderhamn.